# Manuel Galadies i de Mas
Manuel Galadies i de Mas   (Ripoll, 1807 - Vic, 1884) fou un advocat, historiador i escriptor català.

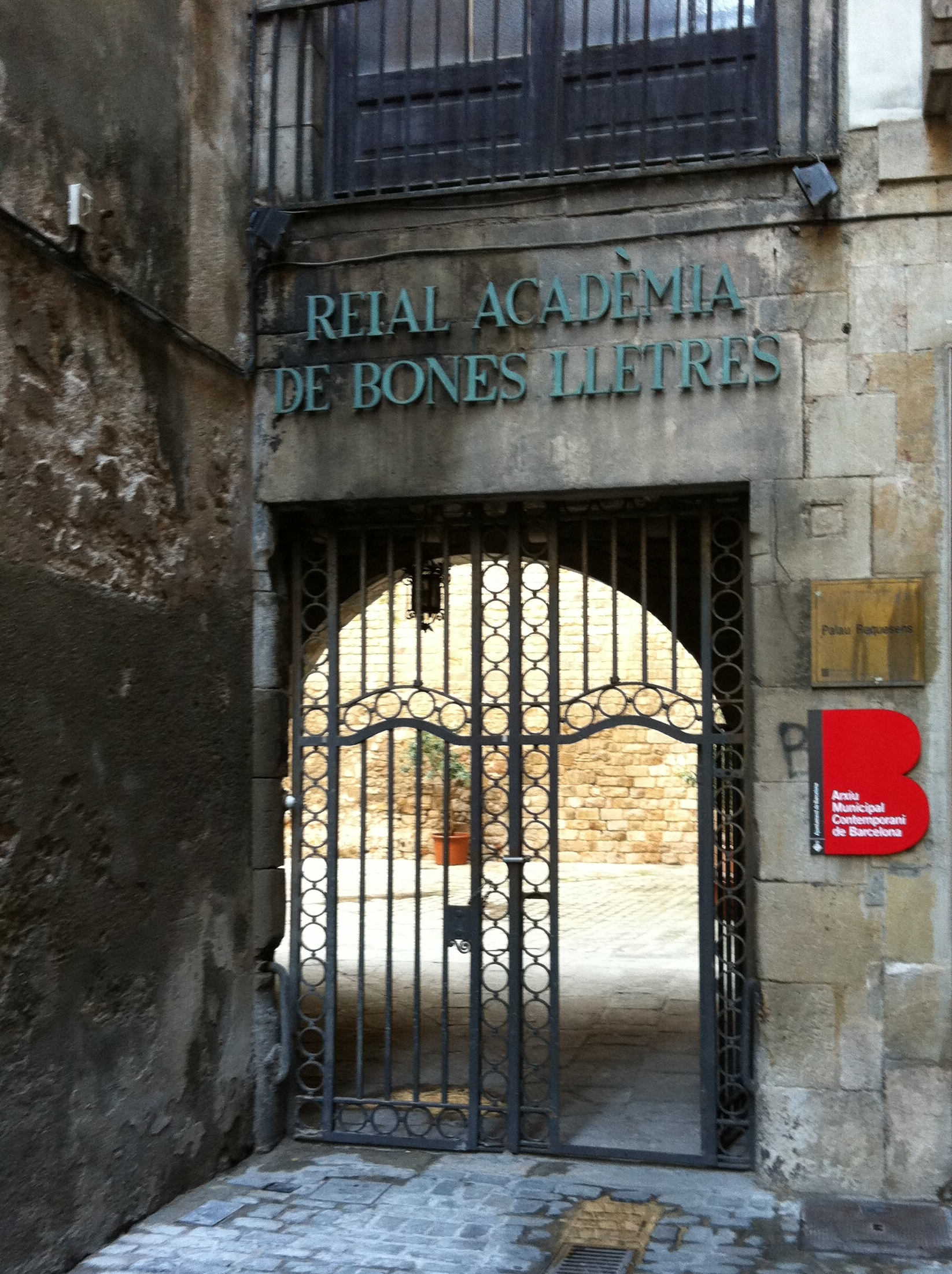
Entrada a la Reial Acadèmia de Bones Lletres de Barcelona, de la qual fou corresponent en Manuel Galadies i de Mas

Estudià humanitats i filosofia al seminari de la seva vila nadiua i lleis a la de Cervera i des de 1839 es dedicà a l'exercici de l'advocacia, desenvolupant, entre d'altres càrrecs, el d'assessor del vicari general de Vic.
Ensems cultivà els estudis històrics i literaris. Va col·laborar en el Diccionario Geografico Universal del filòleg barceloní Bergnes de las Casas. El 1846 publicà Recuerdo histórico de la carretera de Barcelona à Vich, fruit de les seves investigacions a l'arxiu municipal de la capital osonenca, obra de la que es va fer una segona edició el 1849. A més, escriví una Memoria sobre medalles halladas principalment en los alrededores de Vich, llegida a l'Acadèmia de Bones Lletres de Barcelona el 1853, de la qual fou nomenat corresponent; un opuscle vers les monedes d'èpoques diferents que han circulat a Catalunya, i una Equivalència de varias monedes antiguas de diversos paises y de distintos y remotos tiempos con las actuales.